# تابش ترمزی

یک مثال از تابش ترمزی، الکترونی با انرژی بالا از کنار یک پروتون رد می‌شود و پروتون سرعت الکترون را کم می‌کند و این تفاوت انرژی به صورت انتشار فوتونی با انرژی یکسان خارج می‌شود

در فیزیک به یک تابش الکترومغناطیسی که از کند شدن یا تند شدن، سریع ذرات باردار حاصل می‌شود تابش ترمزی (به آلمانی: Bremsstrahlung) می‌گویند.
در تابش ترمزی، الکترون می‌تواند انرژی خود را از دست بدهد و در جریان این فرایند یک یا چند فوتون پدید آید.
سازوکار این تابش همان سازوکار گسیل پیوستهٔ پرتوهای x است. فرایند اصلی را می‌توان به‌طور کلاسیک درک کرد. طبق معادلات ماکسول، هر بار شتابدار، امواج الکترومغناطیسی گسیل می‌کند. هرگاه یک ذره ی باردار از نزدیکی یک هسته عبور کند، بردار سرعت آن سریعاً تغییر می‌کند (لااقل از نظر جهت، یا از نظر اندازه)، به طوری که ذره دستخوش شتاب می‌شود و بنابراین تشعشع می‌کند.